# Gloeocystidiellum moniliforme
Gloeocystidiellum moniliforme är en svampart som beskrevs av Sheng H. Wu 1996. Gloeocystidiellum moniliforme ingår i släktet Gloeocystidiellum och familjen Stereaceae.   Inga underarter finns listade i Catalogue of Life.